# Romain Dudek
Pour les articles homonymes, voir Dudek.
Romain Dudek, né le 23 septembre 1973 à Béthune est un chanteur, auteur, compositeur et producteur français. Il est l'auteur ou le co-auteur de plus de 100 œuvres inscrites au répertoire de la SACEM.

## Biographie
Ingénieur du son de formation et multi-instrumentiste (Piano, Guitare, basse, violon...), Romain Dudek s'est fait connaître en 2006-2007 lors de la sortie de son quatrième album Poésie des usines dont la chanson Bernadette n'aime pas les enfants avait fait sensation sur le net. Après sa suppression (et celle la totalité du site de l'artiste) elle fut relayée par de nombreux internautes, et connut une propagation virale importante mais n'a cependant jamais été diffusée en radio (L'histoire de cette chanson et de son auteur font l'objet d'un chapitre dans le livre "100 chansons censurées" d'Emmanuel Pierrat et Aurélie Sfez préfacé par José Arthur).
Auteur et compositeur prolifique, le journal Libération le surnomme Le Che des Champs (en référence à "Che" Guevarra).
En 2006, le journal Télérama octroie 3 "clés" à l'album Poésie des usines.
En 2010 l'artiste photographe industriel Brice Vanel intitule son exposition à la médiathèque du grand Troyes "Poésie des usines"  en référence à cet album et y incorpore (avec l'autorisation de l'auteur) des extraits de la chanson éponyme.
En 2010, l'artiste Jean-Marc Miro fait un featuring sur le morceau J'veux qu'on m'aime de l'album éponyme.
Depuis 2006 Romain Dudek compose régulièrement pour la télévision et produit ou co-produit des artistes tels que Boule (dont une des chansons est reprise par le chanteur Sanseverino), Francart, Thomas Breinert et Clément Bertrand. 
Il est également l'auteur de la parodie de la chanson de Renaud Toujours debout, nommée Toujours debout ? (pour les vrais fans), diffusée le 27 janvier 2016 sur youtube.

## Discographie
- 1997 : Le Marchand de sable (Album - auto-production)
- 2000 : Choucroute tous les jours (Album - auto-production)
- 2003 : Le Bon à rien (Album - auto-production)
- 2006 : Poésie des usines (Album - Taxi records)
- 2010 : J'veux qu'on m'aime (Album - Le Chant du Monde)
- 2022 : Regarde-les (Single - Au charbon !)